# Priscila Rezende
Priscila Rezende  (Belo Horizonte, 1985) é uma artista plástica afro-brasileira. Graduada em Artes Visuais com habilitação em Fotografia e Cerâmica pela Escola Guignard da Universidade Estadual de Minas Gerais (UEMG), seu trabalho possui como principal tema a inserção e presença do indivíduo negro na sociedade brasileira. 
A partir de seu trabalho em performance a artista evidencia questões sobre identidade, raça e gênero, com foco na promoção do feminismo negro e a luta antirracista.
Ainda, a prática artística de Priscila Rezende aborda padrões hegemônicos de beleza na sociedade e sua construção baseada nos processos de colonização.

## Performances & Exposições (seleção)
- Deformação, Mulheres na Arte Brasileira – Entre Dois Vértices, Centro Cultural São Paulo, São Paulo, Brasil
- Nau Frágil, Ballhaus Naunynstrasse, Berlim, Alemanha[5]
- 131, Festival de Arte Negra, Belo Horizonte, Brasil
- Laços, exposição Estratégias do Feminino, Farol Santander, Porto Alegre, Brasil
- Nau Frágil, Malta Festival, Poznan, Polônia
- November 29, 1781, Centraal Museum, Utrecht, Holanda
- Vem… para ser infeliz, Festival Internacional de Teatro y Artes de Calle, Valladolid, Espanha
- Gênesis 03:16, Sesc Pompéia, São Paulo, Brasil
- Reeducação, Conservatório de Música UFMG, Belo Horizonte, Brasil
- Bombril, Washington Square Park, Nova Yorque, Estados Unidos
- All of which are american dreams, Art Omi, Nova Yorque, Estados Unidos
- Bombril, Leicester Square, Londres, Inglaterra
- November 29, 1781, Central Saint Martins, Londres, Inglaterra
- £20m, Central Saint Martins, Londres, Inglaterra

## Prêmios
- 2018 Prêmio Leda Maria Martins, Minas Gerais, Brasil (Categoria: Performance)
- 2013 Prêmio de Fotografias Sesc-Minas Gerais, Minas Gerais, Brasil
- 2012 Prêmio Profissional BDMG Cultural, Banco de Desenvolvimento de Minas Gerais

## Coleções
- Art Omi, Ghent, Nova York, Estados Unidos
- DasArtes, Rio de Janeiro, Rio de Janeiro, Brasil

## Carreira
A artista parte de suas próprias experiências e faz uso de seu corpo para tratar da temática da discriminação e estereótipos, principalmente: 
(...) meu corpo tem sido meu principal objeto e mídia para criar e expressar perguntas, dúvidas, minha visão sobre o mundo em que vivemos e, especialmente, minha condição específica à frente deste mundo (...). Vejo o meu trabalho como uma arma de luta contra situações de discriminação, para trazer reflexões e dar voz a algumas discussões que ainda não estão resolvidas em nossa sociedade.
Duas de suas obras são emblemáticas nesse sentido: “Bombril” (2010) e “Vem...pra ser infeliz” (2017). 
Em “Bombril” a artista explora a experiência traumática vivida por meninas negras durante o período de formação escolar, contexto em que é comum que cabelos crespos recebam nomes depreciativos, como o da famosa marca de esponja de aço para polir panelas de alumínio. Renata Felinto, também artista afro-brasileira descreve a performance:
Os cabelos crespos, assim, são conexos à aspereza e subalternidade que a sociedade brasileira reservou às negras como numa continuidade perversa dos afazeres do lar durante o extenso período de escravidão. Também se metaforiza a escravidão, que na performance passa a ser estética, mas que ainda trata de corpos presos. O figurino trajado pela artista durante a apresentação cita os panos com os quais vestiam as escravizadas no passado. Durante a performance com duração de 01 hora, Priscila esfrega sofregamente suas madeixas contra panelas e outros utensílios. A tensão que se apresenta nesta ação repetitiva equivale à vivida por negras durante a infância na qual a beleza de seus cabelos, e por extensão de seus corpos, é colocada em dúvida constantemente. 

Em “Vem... Pra Ser Infeliz”, a artista expõe ironicamente a reprodução estereotipada da sexualização e fetichização do corpo da mulher negra, um símbolo do carnaval, dançando ao som de samba-enredo ininterruptamente até a exaustão, encontrando-se seminua e utilizando uma máscara de Flandres. 